# Stethorhanis borealis
Stethorhanis borealis là một loài bọ cánh cứng trong họ Endomychidae. Loài này được Blaisdell miêu tả khoa học năm 1934.